# Mathieu Gorgelin
Mathieu Gorgelin (Ambérieu-en-Bugey, 5 augustus 1990) is een Frans voetballer die speelt als doelman. In juli 2025 verliet hij Le Havre.

## Carrière
Gorgelin speelde in de jeugd van Ambérieu en Saint-Denis-en-Bugey Ambutrix, voordat hij in 2002 in de jeugdopleiding van Olympique Lyon terechtkwam. In 2010 werd de doelman gepromoveerd tot lid van de eerste selectie, maar hij werd in 2011 eerst verhuurd aan Red Star, waarvoor hij vijftien maal uitkwam. Op 2 november 2013 debuteerde Gorgelin voor Lyon, toen er met 2-0 gewonnen werd van EA Guingamp. Na 32 minuten verving hij de geblesseerd afgehaakte Anthony Lopes. Zo hield hij dus zijn doel schoon tijdens zijn eerste duel. In de zomer van 2019 stapte Gorgelin transfervrij over naar Le Havre.